# ナショナル・プロヴィンシャル・チャンピオンシップ
ナショナル・プロヴィンシャル・チャンピオンシップ（National Provincial Championship、略称: NPC）は、ニュージーランドにおけるラグビーユニオンの国内トップリーグである。スポンサー名を冠して「Bunnings NPC（バニングスNPC）」ともいう。日本では「ニュージーランドNPC」とも呼ばれ、「ニュージーランド州代表選手権」と訳されることがある。

## 大会名の変遷
2006年以降、大会名称にスポンサー名を冠している。
- 2006-2009：Air New Zealand Cup（エア・ニュージーランド・カップ）- 航空会社
- 2010-2015：ITM Cup（ITMカップ）- 建設会社[5]
- 2016-2020：Mitre 10 Cup（マイター10カップ）- 小売業（ホームセンター事業など）[6]
- 2021- 現在：Bunnings NPC（バニングスNPC）- 小売業（ホームセンター事業など）[7]

## 概要
国内の各州ラグビーユニオンごとの代表チームを編成し、ラグビーニュージーランド王者を競う。
1976年にナショナル・プロヴィンシャル・チャンピオンシップ第1回を開催。1904年から始まった「ランファーリー・シールド」を賭けた対戦も、組み込まれることがある。
ニュージーランドラグビーにおいてはオールブラックスを頂点として、スーパーラグビーに次ぐ第3のカテゴリーとなっている。各州代表チームで活躍を見せると、1カテゴリ上のスーパーラグビーに選抜され契約を結ぶ。ナショナル・プロヴィンシャル・チャンピオンシップは、比較的若い選手が多く所属するリーグである。
各州（地域）のラグビーユニオンからの代表チームが競うため、参加チームが多く、1976年の第1回から全28チーム（当時）のディビジョン分けが行われた。2006年には、全26チームのうち下位12チームをアマチュアチーム大会へと分離した。2022年からは、前年までの2部制を廃止した。詳細は後述「ディビジョン分け」を参照。

## ディビジョン分け
1976年 - 1984年：Division1（1部）、Division2 North Island（2部北島）、Division2 South Island（2部南島） - 2部制で、ディビジョン2は北島と南島に分かれる。
1985年 - 2005年：Division1（1部）、Division2（2部）、Division3（3部） - 3部制で行われた。1992年から1994年まで、Division1の上位4チームには、翌年のスーパー10（スーパーラグビーの前身大会）への出場権が与えられた。
2006年シーズンからは、全国を26の地区（州）を、プロクラブチームによるナショナル・プロヴィンシャル・チャンピオンシップ（NPC）14チームと、アマチュアクラブチームで構成されるハートランド・チャンピオンシップ12チームとに分けた。
2006年 - 2010年：ディビジョン分けが無い。NPC14チーム総当たり戦。
2011年 - 2021年：Premiership（プレミアシップ、1部）、Championship（チャンピオンシップ、2部） - 7チームずつの2部制。
2022年 - 現在：ディビジョン分けが無い。14チーム総当たり戦。

## 日本人選手
坂田好弘は、日本人として初めて1969年にカンタベリーでプレーし、またその後の功績により、ニュージーランドから勲章を授与された。
大久保直弥（2004年）・遠藤幸佑（2008年）がサウスランド、四宮洋平がノースランド（2004年）、木曽一がノース・ハーバー（2004年）、田中史朗と堀江翔太がオタゴ（2012年）、茂野海人がオークランド（2015年）でプレーした。長期にわたりニュージーランドに住む三宅駿は、2023年にタスマン、2024年にカンタベリーでプレー。

### 近年は多数の選手が短期在籍
近年は、ジャパンラグビーリーグワンのチームの提携などにより、多くの日本人選手が日本の夏季（シーズンオフ）に短期間で在籍するようになり、珍しいことではなくなった。そのため、ここでは選手名を列挙しない。
2025年に在籍する日本人選手は「バニングスNPC2025#日本人選手」を参照。

## 参加チーム
| 島   | 州代表チーム             | 本拠地             | 公式サイト | フランチャイズしている スーパーラグビーのチーム |
| ---- | ------------------------ | ------------------ | ---------- | ----------------------------------------------- |
| 北島 | ノースランド             | ファンガレイ       | [ 26 ]     | ブルーズ                                        |
| 北島 | ノースハーバー           | アルバニー         | [ 28 ]     | ブルーズ                                        |
| 北島 | オークランド             | オークランド       | [ 29 ]     | ブルーズ                                        |
| 北島 | カウンティーズ・マヌカウ | プケコヘ           | [ 30 ]     | チーフス                                        |
| 北島 | ベイ・オブ・プレンティ   | タウランガ         | [ 32 ]     | チーフス                                        |
| 北島 | ワイカト                 | ハミルトン         | [ 33 ]     | チーフス                                        |
| 北島 | タラナキ                 | ニュープリマス     | [ 34 ]     | チーフス                                        |
| 北島 | ホークス・ベイ           | ネーピア           | [ 35 ]     | ハリケーンズ                                    |
| 北島 | マナワツ                 | パーマストンノース | [ 37 ]     | ハリケーンズ                                    |
| 北島 | ウェリントン             | ウェリントン       | [ 38 ]     | ハリケーンズ                                    |
| 南島 | タスマン                 | ネルソン           | [ 39 ]     | クルセイダーズ                                  |
| 南島 | カンタベリー             | クライストチャーチ | [ 41 ]     | クルセイダーズ                                  |
| 南島 | オタゴ                   | ダニーデン         | [ 42 ]     | ハイランダーズ                                  |
| 南島 | サウスランド             | インバーカーギル   | [ 44 ]     | ハイランダーズ                                  |

## 歴代優勝チーム
| 旧大会 （28チーム体制）                                                                         |      |                          |                          |               |                          |                      |                    |        |
| 回                                                                                              | 年   | 大会名                   | 優勝                     |               | 準優勝                   |                      |                    | 備考   |
| 1                                                                                               | 1976 | NPC Division 1           | ベイ・オブ・プレンティ   |               | マナワツ                 | プレーオフ無し       | プレーオフ無し     | [ 45 ] |
| 2                                                                                               | 1977 | NPC Division 1           | カンタベリー             |               | カウンティーズ・マヌカウ | プレーオフ無し       | プレーオフ無し     | [ 46 ] |

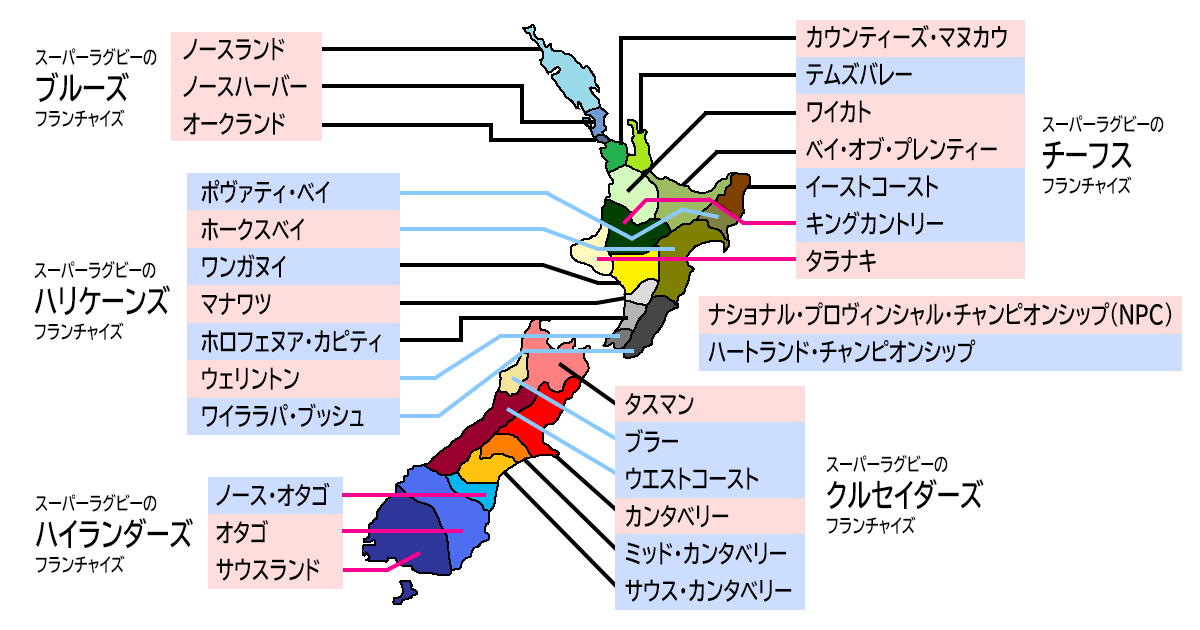
26地域協会のチームと、出場大会

| 3                                                                                               | 1978 | NPC Division 1           | ウェリントン             |               | カウンティーズ・マヌカウ | プレーオフ無し       | プレーオフ無し     | [ 47 ] |
| 4                                                                                               | 1979 | NPC Division 1           | カウンティーズ・マヌカウ |               | オークランド             | プレーオフ無し       | プレーオフ無し     | [ 48 ] |
| 5                                                                                               | 1980 | NPC Division 1           | マナワツ                 |               | オークランド             | プレーオフ無し       | プレーオフ無し     | [ 49 ] |
| 6                                                                                               | 1981 | NPC Division 1           | ウェリントン             |               | マナワツ                 | プレーオフ無し       | プレーオフ無し     | [ 50 ] |
| 7                                                                                               | 1982 | NPC Division 1           | オークランド             |               | カンタベリー             | プレーオフ無し       | プレーオフ無し     | [ 51 ] |
| 8                                                                                               | 1983 | NPC Division 1           | カンタベリー             |               | ウェリントン             | プレーオフ無し       | プレーオフ無し     | [ 52 ] |
| 9                                                                                               | 1984 | NPC Division 1           | オークランド             |               | カンタベリー             | プレーオフ無し       | プレーオフ無し     | [ 53 ] |
| 10                                                                                              | 1985 | NPC Division 1           | オークランド             |               | カンタベリー             | プレーオフ無し       | プレーオフ無し     | [ 54 ] |
| 11                                                                                              | 1986 | NPC Division 1           | ウェリントン             |               | オークランド             | プレーオフ無し       | プレーオフ無し     | [ 55 ] |
| 12                                                                                              | 1987 | NPC Division 1           | オークランド             |               | ウェリントン             | プレーオフ無し       | プレーオフ無し     | [ 56 ] |
| 13                                                                                              | 1988 | NPC Division 1           | オークランド             |               | ウェリントン             | プレーオフ無し       | プレーオフ無し     | [ 57 ] |
| 14                                                                                              | 1989 | NPC Division 1           | オークランド             |               | カンタベリー             | プレーオフ無し       | プレーオフ無し     | [ 58 ] |
| 15                                                                                              | 1990 | NPC Division 1           | オークランド             |               | ワイカト                 | プレーオフ無し       | プレーオフ無し     | [ 59 ] |
| 16                                                                                              | 1991 | NPC Division 1           | オタゴ                   |               | オークランド             | プレーオフ無し       | プレーオフ無し     | [ 60 ] |
| 回                                                                                              | 年   | 大会名                   | 優勝                     | 決勝戦 スコア | 準優勝                   | 決勝戦会場           | 決勝戦会場 の都市  | 備考   |
| 17                                                                                              | 1992 | NPC Division 1           | ワイカト                 | 40-5          | オタゴ                   | Rugby Park           | ハミルトン         | [ 61 ] |
| 18                                                                                              | 1993 | NPC Division 1           | オークランド             | 27-18         | オタゴ                   | Eden Park            | オークランド       | [ 62 ] |
| 19                                                                                              | 1994 | NPC Division 1           | オークランド             | 22-16         | ノースハーバー           | Onewa Domain         | オークランド       | [ 63 ] |
| 20                                                                                              | 1995 | NPC Division 1           | オークランド             | 23-19         | オタゴ                   | Eden Park            | オークランド       | [ 64 ] |
| 21                                                                                              | 1996 | NPC Division 1           | オークランド             | 46-15         | カウンティーズ・マヌカウ | Eden Park            | オークランド       | [ 65 ] |
| 22                                                                                              | 1997 | NPC Division 1           | カンタベリー             | 44-13         | カウンティーズ・マヌカウ | Lancaster Park       | クライストチャーチ | [ 66 ] |
| 23                                                                                              | 1998 | NPC Division 1           | オタゴ                   | 49-20         | ワイカト                 | Carisbrook           | ダニーデン         | [ 67 ] |
| 24                                                                                              | 1999 | NPC Division 1           | オークランド             | 24-18         | ウェリントン             | Eden Park            | オークランド       | [ 68 ] |
| 25                                                                                              | 2000 | NPC Division 1           | ウェリントン             | 34-29         | カンタベリー             | Jade Stadium         | クライストチャーチ | [ 69 ] |
| 26                                                                                              | 2001 | NPC Division 1           | カンタベリー             | 30-19         | オタゴ                   | Jade Stadium         | クライストチャーチ | [ 70 ] |
| 27                                                                                              | 2002 | NPC Division 1           | オークランド             | 40-28         | ワイカト                 | Waikato Stadium      | ハミルトン         | [ 71 ] |
| 28                                                                                              | 2003 | NPC Division 1           | オークランド             | 41-29         | ウェリントン             | Westpac Stadium      | ウェリントン       | [ 72 ] |
| 29                                                                                              | 2004 | NPC Division 1           | カンタベリー             | 40-27         | ウェリントン             | Westpac Stadium      | ウェリントン       | [ 73 ] |
| 30                                                                                              | 2005 | NPC Division 1           | オークランド             | 39-11         | オタゴ                   | Eden Park            | オークランド       | [ 74 ] |
| 14のプロチームによる新体制。 アマチュアチームは「ハートランド・チャンピオンシップ」へ分離した。 |      |                          |                          |               |                          |                      |                    |        |
| 回                                                                                              | 年   | 命名権による大会名       | 優勝                     | 決勝戦 スコア | 準優勝                   | 決勝戦会場           | 決勝戦会場 の都市  | 備考   |
| 1                                                                                               | 2006 | Air New Zealand Cup      | ワイカト                 | 37-31         | ウェリントン             | Waikato Stadium      | ハミルトン         | [ 75 ] |
| 2                                                                                               | 2007 | Air New Zealand Cup      | オークランド             | 23-14         | ウェリントン             | Eden Park            | オークランド       | [ 76 ] |
| 3                                                                                               | 2008 | Air New Zealand Cup      | カンタベリー             | 7-6           | ウェリントン             | Westpac Stadium      | ウェリントン       | [ 77 ] |
| 4                                                                                               | 2009 | Air New Zealand Cup      | カンタベリー             | 28-20         | ウェリントン             | AMI Stadium          | クライストチャーチ | [ 78 ] |
| 5                                                                                               | 2010 | ITM Cup                  | カンタベリー             | 33-13         | ワイカト                 | AMI Stadium          | クライストチャーチ | [ 79 ] |
| 6                                                                                               | 2011 | ITM Cup Premiership      | カンタベリー             | 12-3          | ワイカト                 | AMI Stadium          | クライストチャーチ | [ 80 ] |
| 7                                                                                               | 2012 | ITM Cup Premiership      | カンタベリー             | 31-18         | オークランド             | AMI Stadium          | クライストチャーチ | [ 81 ] |
| 8                                                                                               | 2013 | ITM Cup Premiership      | カンタベリー             | 29-13         | ウェリントン             | Westpac Stadium      | ウェリントン       | [ 82 ] |
| 9                                                                                               | 2014 | ITM Cup Premiership      | タラナキ                 | 36-32         | タスマン                 | Yarrow Stadium       | ニュープリマス     | [ 83 ] |
| 10                                                                                              | 2015 | ITM Cup Premiership      | カンタベリー             | 25-23         | オークランド             | AMI Stadium          | クライストチャーチ | [ 84 ] |
| 11                                                                                              | 2016 | Mitre 10 Cup Premiership | カンタベリー             | 43-27         | タスマン                 | AMI Stadium          | クライストチャーチ | [ 85 ] |
| 12                                                                                              | 2017 | Mitre 10 Cup Premiership | カンタベリー             | 35-13         | タスマン                 | AMI Stadium          | クライストチャーチ | [ 86 ] |
| 13                                                                                              | 2018 | Mitre 10 Cup Premiership | オークランド             | 40-33         | カンタベリー             | Eden Park            | オークランド       | [ 87 ] |
| 14                                                                                              | 2019 | Mitre 10 Cup Premiership | タスマン                 | 31-14         | ウェリントン             | Trafalgar Park       | ネルソン           | [ 88 ] |
| 15                                                                                              | 2020 | Mitre 10 Cup Premiership | タスマン                 | 13-12         | オークランド             | Eden Park            | オークランド       | [ 89 ] |
| 16                                                                                              | 2021 | Bunnings NPC Premiership | ワイカト                 | 23-20         | タスマン                 | FMG Stadium Waikato  | ハミルトン         | [ 90 ] |
| 17                                                                                              | 2022 | Bunnings NPC             | ウェリントン             | 26-18         | カンタベリー             | Orangetheory Stadium | クライストチャーチ | [ 91 ] |
| 18                                                                                              | 2023 | Bunnings NPC             | タラナキ                 | 22-19         | ホークス・ベイ           | Yarrow Stadium       | ニュープリマス     | [ 92 ] |
| 19                                                                                              | 2024 | Bunnings NPC             | ウェリントン             | 23-20         | ベイ・オブ・プレンティ   | スカイ・スタジアム   | ウェリントン       | [ 93 ] |
| 20                                                                                              | 2025 | Bunnings NPC             |                          |               |                          |                      |                    |        |
| 回                                                                                              | 年   | 大会名                   | 優勝                     | 決勝戦 スコア | 準優勝                   | 決勝戦会場           | 決勝戦会場 の都市  | 備考   |